# Die Überquerung des Niagarafalls
Die Überquerung des Niagarafalls ist die 1977 geschaffene Studioaufzeichnung des Fernsehens der DDR einer Inszenierung von Rolf Winkelgrund am Hans Otto Theater Potsdam nach einem Bühnenstück von Alonso Alegría aus dem Jahr 1969.

## Handlung
Die Handlung spielt etwa im Jahr 1870 in der Stadt Niagara Falls (New York).
In einer kleinen Pension klopft der Jüngling Carlo, ein 18-jähriger selbsternannter Wissenschaftler an der Tür des Seilartisten Blondin und begehrt Einlass. Blondin denkt, der Junge möchte nur ein Autogramm von ihm, aber so einfach ist es nicht. Carlo bezichtigt Blondin des Betrugs, da er in der Mitte des Seils über dem Niagarafall statt der angekündigten zwölf Eier nur acht Eier gebraten und verspeist hat. Er könne das beweisen, da er mit dem Fernglas alles genau beobachtet habe. So habe er auch gesehen, dass Blondin schwitzige Hände hatte und ihm die Knie zitterten, und er wolle dies auch allen Leuten sagen, wenn der Artist nicht in Zukunft seine Versprechen einhielte. Obwohl Blondin über diese Anschuldigungen sehr erregt war, erlaubte er dem Jungen, am nächsten Tag wiederzukommen, da er irgendwie einen Gefallen an ihm fand.
Carlo traut aber dem Artisten noch mehr zu, als was dieser bisher zeigte, und das sagt er ihm auch am nächsten Tag. In seiner Wissenschaftsbegeisterung träumt er davon, dass der Mensch einfach durch die Luft gehen könne, und wem sollte das möglich sein, wenn nicht Blondin? Dieser hält den jungen Mann zunächst für verrückt, ist aber auch von ihm fasziniert, und so werden die beiden Freunde. Carlo wird Blondins Partner und die beiden erarbeiten gemeinsam eine neue Variante der Niagara-Überquerung: Blondin wird mit Carlo auf den Schultern die Fälle auf dem Seil überqueren.
Bei den Dialogen geht es ebenso um das Verhältnis von Theorie und Praxis, wie um die Idee, dass der Mensch fliegen könne. Sie handeln von schöpferischen Kräften, von der Angst und ihrer Überwindung, vom Mut und vom Sinn des Muts, vom Verschmelzen zweier Menschen zu einem Wesen. Dieses Verschmelzen wird in der letzten Szene gezeigt, in der beide auf dem Seil über dem Niagarafall die Texte des jeweils Anderen aus den vorhergegangenen Szenen sprechen. Der Weg bis dahin zeigt einen erfolgsgewohnten Akrobaten, der in seiner Selbstsicherheit erschüttert wird und so zu noch größerer Leistung findet, und die des naiven, darin auch komischen Jünglings, der zum Manne wird, indem er seine Begeisterung realisiert. Schließlich wird die Überquerung des Niagarafalls erfolgreich abgeschlossen.

## Produktion
Blondin, tatsächlich Jean François Cravelet, war ein berühmter französischer Artist des 19. Jahrhunderts, der mehrmals auf einem Drahtseil von 330 m Länge und in einer Höhe von 48 Metern die Niagarafälle überquerte.
Die Überquerung des Niagarafalls von Alonso Alegría in der Übersetzung von Wolfgang A. Luchting erlebte seine DDR-Premiere im Dezember 1973 am Hans Otto Theater Potsdam.
Die Erstausstrahlung der Studioaufzeichnung erfolgte im 2. Programm des Fernsehens der DDR am 2. Juli 1977.

## Kritik
Der peruanische Autor Alonso Alegría meinte nach dem Besuch einer Vorstellung seines Stückes im Hans Otto Theater Potsdam, dass diese Aufführung die beste war, die er je gesehen hat, besser als seine eigene in Peru.
Helmut Ulrich schrieb in der Neuen Zeit, dass es sich bei den Dialogen um einen gedankenreichen, poetischen und zuweilen auch um einen humorvollen Text handelt.